# Шосе Махендра H01
Шосе Махендра (неп. महेन्द्र राजमार्ग), також називається Східно-Західне шосе (неп. पुर्ब पश्चिम राजमार्ग) проходить через географічний регіон Тераї в Непалі, від Мехінагара на сході до Бхімдатта на заході, прорізаючи всю країну в ширину. Це найдовше шосе в Непалі, яке було побудовано спільно різними країнами.

## Огляд
Шосе переважно односмугове в кожному напрямку. Це головний елемент інфраструктури, тому що раніше рух зі сходу на захід обмежувався шосе Хулакі, побудованим за часів режиму Рана, дорогим і обмеженим авіасполученням або непальськими потягами й автобусами. Шосе перетинає Терай зі сходу на захід і простягається на понад 1,030 км. Це найдовше шосе в Непалі, що з’єднує Непал від Какарбхітти (муніципалітет Мечінагар) до Західного Махендра Нагара на сході. Місто Бхаратпур і долина Чітван розташовані в центральній частині цього шосе.
Основними пунктами призначення вздовж і навколо шосе є Мечінагар, Бхадрапур, Ітахарі, Джанакпур, Бхаратпур, Бутвал, Сіддхартханагар, Непалгандж і Бхім Дутта. Інші міста на шосе Махендра: Біртамод, Дамак, Інарува, Лахан, Нараянгад, Бардібас і Чісапані
На південь від шосе знаходяться п'ять офіційних пунктів перетину кордону між Непалом та Індією. Магістраль проходить понад 500 мостами.
Інфраструктура в Непалі залишається занедбаною, незважаючи на дуже мало існуючих «шосе». Найбільш завантажені автомагістралі, включаючи шосе Прітхіві, страждають від інтенсивного руху.

## Історія

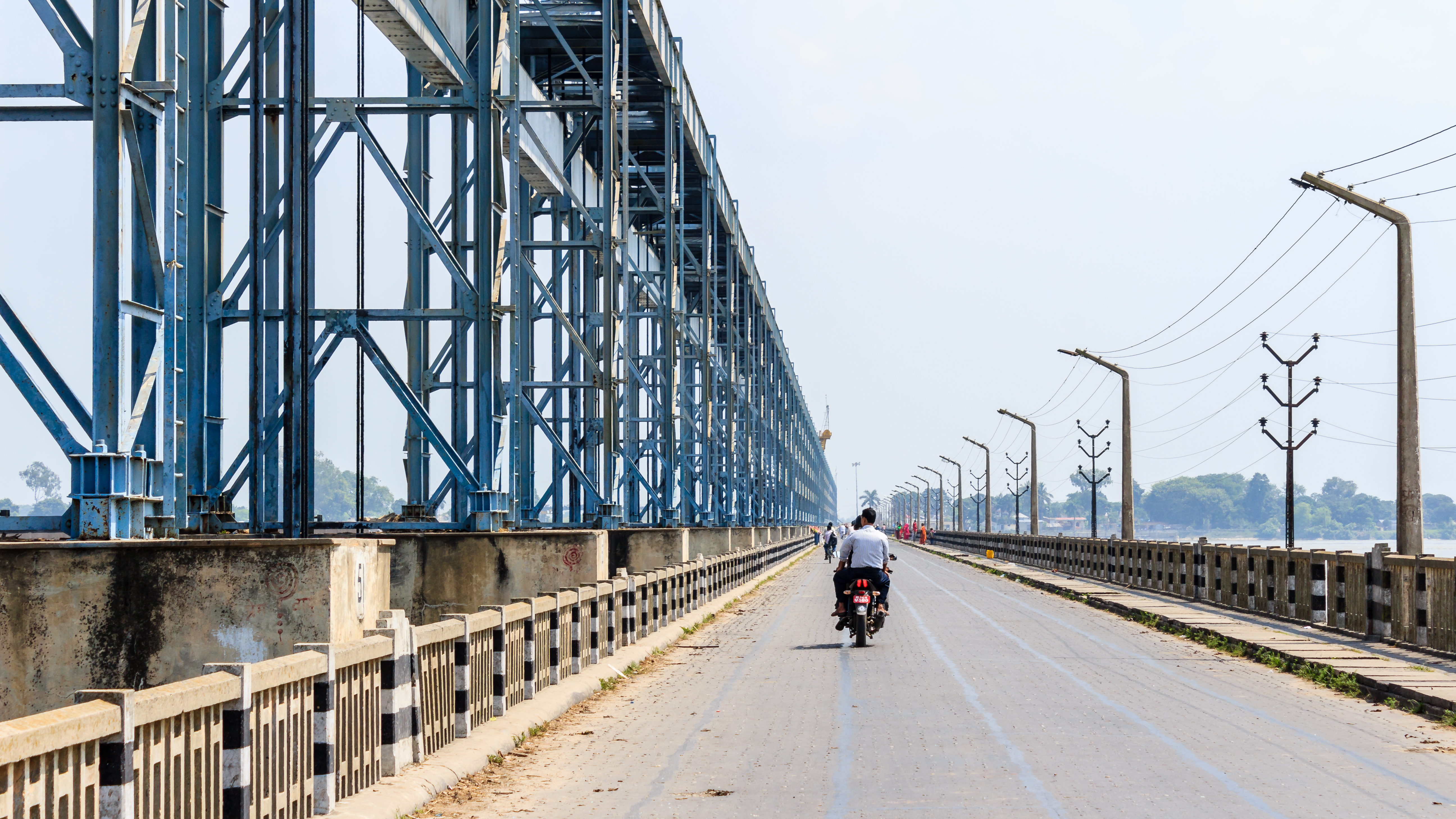
Дамба Коші

Раніше шосе, що з’єднувало східно-західний регіон, обмежувалося лише поштовою магістраллю в період Рана. Однак це шосе не було дорогою з твердим покриттям або чорним покриттям. Він обмежувався лише річкою Рапті на заході і не включав 4 західні райони Банке, Бардія, Кайлалі та Канчанпур, які були відомі як Ная Мулук . Непальці були змушені подорожувати через територію Індії під час відвідин з одного району в інший, будь то в Читван або Ная Мулук, через густий лісовий регіон, а також без мостів з півночі на південь. Саме для того, щоб покінчити з цією залежністю від Індії, король Махендра запропонував ідею прокласти магістраль зі сходу на захід, на честь якої вона тепер і названа. Через брак достатнього бюджету його спорудили за економічної та технічної допомоги різних країн. Король Махендра спочатку попросив Індію побудувати цю магістраль. Однак, коли Індія відмовилася, вони звернулися за допомогою до Радянського Союзу. Індія також привернула увагу після того, як Радянський Союз побудував дорогу від Дхалкебара до Паталайї. Подібним чином, ділянка від Мечі-Дхалкебара (Джхапа до Джанакпура) була побудована Індією, тоді як ділянка Хетауда-Нараянгхат була побудована компанією USA Aid через Азійський банк розвитку, а ділянка Нараянгхат-Бутвал — Сполученим Королівством. Нарешті, ділянка Бутвал-Кохалпур була побудована Індією. У 1961 році король Махендра заклав перший камінь для будівництва шосе в Гайдакоті. Пізніше шосе було названо шосе Махендра на честь короля Махендри. Магістраль зробила значний внесок у всебічний соціально-економічний розвиток країни. Проект шосе розпочався в 1961 році, і вся магістраль була остаточно завершена в 2000 році, коли була завершена найзахідніша частина шосе. Наразі трасу розширюють до чотирьох смуг.